# 482 v.Chr.
Het jaar 482 v.Chr. is een jaartal volgens de christelijke jaartelling.

## Gebeurtenissen

### Perzië
- Babylon doet voor het laatst een poging zijn onafhankelijkheid terug te winnen onder Bel-shimanni.
- Shamash-eriba roept zich uit tot koning van Babylon, Xerxes I stuurt zijn satraap Megabyses om de opstand te onderdrukken.
- Babylon wordt hardhandig onderworpen en de rebellen gedood. Als straf wordt het kolossale gouden beeld van Marduk weggevoerd.
- Xerxes I laat de stadsmuren van Babylon afbreken, hij geeft opdracht om het beeld van Marduk om te smelten tot goudstaven en te verschepen naar Persepolis.

### Griekenland
- Themistocles slaagt erin zijn rivaal Aristides, die het oneens is met zijn vlootbeleid, door ostracisme uit Athene te verbannen.